# العلاقات الزامبية الناوروية
العلاقات الزامبية الناوروية هي العلاقات الثنائية التي تجمع بين زامبيا وناورو.

## مقارنة بين البلدين
هذه مقارنة عامة ومرجعية للدولتين:
| وجه المقارنة                                              | زامبيا                         | ناورو                          |
| --------------------------------------------------------- | ------------------------------ | ------------------------------ |
| المساحة (كم2)                                             | 752.62 ألف                     | 21                             |
| عدد السكان (نسمة)                                         | 17.09 مليون                    | 10.08 ألف                      |
| الكثافة السكانية (ن./كم²)                                 | 22.71                          | 48.00 ألف                      |
| العاصمة                                                   | لوساكا                         | ضاحية يارين                    |
| اللغة الرسمية                                             | لغة إنجليزية                   | اللغة الناورونية، لغة إنجليزية |
| العملة                                                    | كواشا زامبي، كواشا زامبي قديم ‏ | دولار أسترالي                  |
| الناتج المحلي الإجمالي (بليون دولار)                      | 25.81 مليار                    | 113.88 مليون                   |
| الناتج المحلي الإجمالي (تعادل القوة الشرائية) بليون دولار | 62.18 مليار                    | 162.98 مليون                   |
| الناتج المحلي الإجمالي الاسمي للفرد دولار أمريكي          | 1.30 ألف                       | 9.83 ألف                       |
| الناتج المحلي الإجمالي للفرد دولار أمريكي                 | 3.90 ألف                       |                                |
| مؤشر التنمية البشرية                                      | 0.586                          |                                |
| رمز المكالمات الدولي                                      | +260                           | +674                           |
| رمز الإنترنت                                              | .zm                            | .nr                            |
| المنطقة الزمنية                                           | ت ع م+02:00                    | ت ع م+12:00                    |

## منظمات دولية مشتركة
يشترك البلدان في عضوية مجموعة من المنظمات الدولية، منها:
| علم المنظمة | اسم المنظمة                                 | تاريخ انضمام زامبيا | تاريخ انضمام ناورو |
| ----------- | ------------------------------------------- | ------------------- | ------------------ |
|             | يونسكو                                      | 9 نوفمبر 1964       | 17 أكتوبر 1996     |
|             | منظمة حظر الأسلحة الكيميائية                | ?                   | ?                  |
|             | الاتحاد البريدي العالمي                     | ?                   | ?                  |
|             | منظمة الشرطة الجنائية الدولية               | ?                   | ?                  |
|             | الأمم المتحدة                               | 1 ديسمبر 1964       | 14 سبتمبر 1999     |
|             | الاتحاد الدولي للاتصالات                    | 23 أغسطس 1965       | 10 يونيو 1969      |
|             | مجموعة دول أفريقيا والكاريبي والمحيط الهادئ | ?                   | ?                  |
|             | دول الكومنولث                               | ?                   | ?                  |